# سي جي تي إن أوروبا
سي جي تي إن أوروبا هي النسخة الأمريكية من سي جي تي إن وهي مجموعة من القنوات الإخبارية باللغة الدولية تديرها China Media Group. يقع مقرها في واشنطن العاصمة وتدير مكاتب عبر أمريكا الشمالية والجنوبية. تستخدم الخدمة مزيجًا من الصحفيين الأمريكيين والدوليين والصينيين وتنتج برامج مقرها الأمريكتين مع التركيز على آسيا لسي جي تي إن. تحتفظ القناة بجدول منفصل للبرامج كل يوم من الظهر حتى 7 مساءً التوقيت الصيفي (7 مساءً حتى 2 صباحًا) بتوقيت غرينيتش ومثل نظيرتها الأفريقية، تبث سي جي تي إن الدولية في جميع الأوقات الأخرى. يقود سي جي تي إن أميركا المدير العام ما جينغ مع الصحفي المخضرم في آسيا جيم لوري كمستشار تنفيذي. بدأ البث في 6 فبراير 2012، لتحل محل سي سي تي في 9 الإنجليزية في المنطقة.
قامت سي جي تي إن أميركا بالتسجيل كوكيل أجنبي بموجب قانون تسجيل الوكيل الأجنبي في 1 فبراير 2019.

## فريق الإنتاج

### فريق التقديم
- العاصمة: مايك والتر، وأناند نايدو، وأسيه نامدار، وإلين رييس، وراشيل أكوفو، وسوزان إي روبرتس، | وفيليب تي كيه ين (مقدم سابق)،[4]

### مراسلي أمريكا الشمالية
- العاصمة: وانغ جوان، وجيم سبيلمان، وشون كاليبس

## الجوائز
جوائز الأخبار والأفلام الوثائقية Emmy®
| العام | البرنامج                                                      | الفئة                         |
| ----- | ------------------------------------------------------------- | ----------------------------- |
| 2016  | جين بريكر: عندما تكون كلمة "لا يمكن" كلمة مكونة من أربعة أحرف | السمة البارزة في مجلة الأخبار |

جوائز مهرجان نيويورك السينمائية الدولية 2016
| الوسام    | البرنامج                                                      | الفئة                             | التصنيف الفرعي |
| --------- | ------------------------------------------------------------- | --------------------------------- | -------------- |
| الذهبي    | جين بريكر: عندما تكون كلمة "لا يمكن" كلمة مكونة من أربعة أحرف | تلفزيون - أخبار: تقارير / تحقيقات | اهتمام الإنسان |
| الفضي     | على الجليد الرقيق: أهل الشمال                                 | تلفزيون - حرفة: برنامج            | أفضل مصور      |
| الفضي     | إعادة اختراع كوبا                                             | تلفزيون - برنامج وثائقي / إعلامي  | مخاوف إنسانية  |
| الفضي     | جين بريكر: عندما تكون كلمة "لا يمكن" كلمة مكونة من أربعة أحرف | تلفزيون - أخبار: تقارير / تحقيقات | أبطال          |
| البرونزية | إعادة اختراع كوبا                                             | تلفزيون - برنامج وثائقي / إعلامي  | أبطال          |
| البرونزي  | بدون قيود أو شروط: الدمى تدعم الأطفال في جميع أنحاء العالم    | تلفزيون - برنامج وثائقي / إعلامي  | الفنون         |

جوائز مهرجان نيويورك السينمائية الدولية 2015
| الوسام   | برنامج / موهبة                                 | الفئة                          |
| -------- | ---------------------------------------------- | ------------------------------ |
| الذهبي   | هايتي تعزز تدابير الرعاية الصحية لمكافحة المرض | أفضل تغطية لقصة إخبارية مستمرة |
| البرونزي | أناند نايدو                                    | أفضل مذيع أخبار                |
| البرونزي | أفغانستان ولدت من جديد؟                        | أفضل تغطية لقصة إخبارية مستمرة |

## البرامج
- العالم اليوم - تقارير إخبارية مباشرة من جميع أنحاء العالم مع التركيز بشكل خاص على الأمريكتين. يتم بث أيام الأسبوع في تمام الساعة 2 و3 و5 و6:30 و8 مساءً وفي عطلات نهاية الأسبوع الساعة 2 و3 و4 و6 و7 مساءً بالتوقيت الشرقي.
- الأعمال العالمية - الأخبار والتحليلات العالمية، تهدف إلى الجمع بين الإبلاغ عن القضايا الاقتصادية والمالية في أمريكا الشمالية والجنوبية مع تلك الواردة من الصين ومنطقة آسيا. تقدم من قبل Rachelle Akuffo من استوديوهات سي جي تي إن في واشنطن، العاصمة ويبث من الاثنين إلى الجمعة من 4:00 مساءً إلى 4:30 مساءً و7 حتى 8 مساءً بالتوقيت الشرقي للولايات المتحدة.
- الحرارة - تُظهر الأخبار اليومية والشؤون الجارية أن المناقشات غالبًا ما تكون ساخنة بشأن الشؤون العالمية. يتم بث أيام الأسبوع في الساعة 6 مساءً بالتوقيت الشرقي للولايات المتحدة.
- الأمريكتين الآن - بث أول مجلة إخبارية لسي جي تي إن، وتضم تقارير أصلية في جميع أنحاء الأمريكتين. تم تطوير البرنامج وإطلاقه من قبل المنتج الأول باربرا دوري.
- Full Frame - مجلة نقاش أسبوعية تستكشف الأحداث الحالية والثقافة والقضايا الاجتماعية من منظور عالمي.

## الجدل
خلال جولة الرئيس شي جين بينغ لوسائل الإعلام الحكومية في فبراير 2016، شدد على أنه يجب عليهم «التحدث باسم الحزب»، علاوةً على ذلك، يجب عليهم توسيع نفوذهم في الخارج من أجل «إخبار العالم بالقصة الصينية». لقد كتبت لويزا ليم وجوليا بيرجين من صحيفة الغارديان أنه «بينما كان الحزب الشيوعي [الصيني] يحافظ دائمًا على قبضة محكمة على وسائل الإعلام المحلية، فقد تحولت استراتيجيته في السنوات الأخيرة لنشر تلك السيطرة على مستوى العالم»، من خلال «ممارسة نفوذهما على وسائل الإعلام في الخارج، من خلال نهج متعدد الأوجه يتضمن تقديم رواتب سخية لتجنيد الصحفيين الموهوبين بعيدًا عن وسائل الإعلام المحلية في أفريقيا وأمريكا اللاتينية وأماكن أخرى؛ وشراء مكملات إعلانية في المنشورات الأجنبية السائدة؛ وشراء شركات وسائط أجنبية مباشرة؛ وإبرام صفقات مع المذيعين المحليين في أفريقيا وغيرها لنشر محتواها في الأسواق المحلية». كانت إحدى نتائج الاستراتيجية الإعلامية الدولية للحزب الشيوعي الصيني هي القضاء على وسائل الإعلام المستقلة الناطقة باللغة الصينية في الولايات المتحدة، «من خلال مزيج من الخيار المشترك والتوسع القوي لمنافسيه». إلى جانب استراتيجيته الإعلامية الدولية، صعد الحزب الشيوعي الصيني أيضًا من استخدام «المتصيدون المؤيدون لبكين - ما يسمى بجيش الخمسين سنتًا، الذي سمي باسم السعر الذي يُفترض أنهم يدفعونه لكل وظيفة» بالإضافة إلى «وسائل الإعلام التابعة للدولة وbotnets المدعومة [الذين] تم توظيفهم لضخ كميات هائلة من والمعلومات المضللة» على منصات وسائل التواصل الاجتماعي مثل تويتر.

## التسجيل كوكيل أجنبي
زعمت سي جي تي إن في البداية أنها تتمتع بـ«الاستقلال التحريري عن أي اتجاه أو سيطرة للدولة». لقد فضح بول موزور مراسل صحيفة نيويورك تايمز ذلك في مقابلات مع «موظفي سي جي تي إن الحاليين والسابقين [الذين] قالوا إن محرري تلفزيون الصين المركزي في بكين كانوا يميلون في الغالب إلى خطط لتغطية الصين، كما قالوا إن الموظفين الأمريكيين كانوا يتراجعون في بعض الأحيان، وأن السيدة ما، قد سمحت ببعض المرونة عندما لم تحظر أوامر بكين أو تملي المحتوى على وجه التحديد. لكن ثلاثة أشخاص أجريت معهم مقابلات قالوا إنه لم يكن أمامهم خيار سوى بث مقاطع دعائية عندما تأمرهم بكين بذلك». تم تأديب موظفي سي جي تي إن عندما ذكر تقرير إخباري فالون غونغ، وهي مجموعة دينية تم تصنيفها على أنها طائفة والتي حظرتها جمهورية الصين الشعبية. إن علم تايوان، الجزيرة التي تتمتع بالحكم الذاتي والتي تطالب بها جمهورية الصين الشعبية، ممنوع من البث. وفي نوفمبر 2018، ووسط انتقادات دولية متزايدة لسجن الصين مئات الآلاف من المسلمين الأويغور في معسكرات الاعتقال، بثت سي جي تي إن أميركا فيلمًا وثائقيًا صوّر المخيمات على أنها تدريب مهني ناجح ويكافح الإرهاب وأن الأويغور ممتنون. بالإضافة إلى ذلك، بثت سي جي تي إن أميركا اعترافات قسرية «حصرية» لأشخاص متهمين بمجموعة متنوعة من الجرائم في الصين، كان من بينهم البريطاني بيتر همفري. بالإضافة إلى ذلك، يتذكر بعض صحفيي سي جي تي إن «أنه طُلب منهم عبور خط غير واضح في بعض الأحيان بين التقارير الإخبارية والمعلومات الاستخبارية حيث طُلب منهم الإبلاغ عن الاجتماعات الحكومية رفيعة المستوى». لاحظ المراقبون الدوليون أنه في الوقت الذي تهدف فيه آر تي (سابقًا روسيا اليوم) إلى تقسيم جمهورها بمحتوى مثير للجدل، فإن «هدف [سي جي تي إن] هو التأثير على الرأي العام في الخارج من أجل دفع الحكومات الأجنبية إلى السياسات المواتية تجاه الحزب الشيوعي الصيني» من خلال مزيد من الوسائل الخفية.
وصفت وزارة الخارجية الأمريكية «علاقة سي جي تي إن أميركا مع حكومة أجنبية وحزب سياسي أجنبي بأنها علاقة تهم واشنطن». كانت وزارة العدل الأمريكية قلقة بشأن «حملة نفوذ موسعة تشنها بكين من خلال الأسلحة العالمية لوسائل الإعلام الحكومية» مثل سي جي تي إن ووكالة أنباء شينخوا. ومن خلال الضغط على شينخوا وسي جي تي إن، أشار مسؤول أمريكي رفيع المستوى إلى شكاوى الولايات المتحدة تجاه عدم المعاملة بالمثل من بكين بشأن التجارة والوصول إلى وسائل الإعلام، حيث يتم حظر العديد من وسائل الإعلام الأمريكية والدولية في الصين. قامت سي جي تي إن أميركا بالتسجيل كوكيل أجنبي بموجب قانون تسجيل الوكيل الأجنبي في 1 فبراير 2019، بناءً على أوامر من وزارة العدل. في حين أن هذا يسمح لهم بمواصلة العمل في الولايات المتحدة، إلا أنهم مطالبون بالكشف عن معلومات حول ميزانيتهم السنوية وهيكل ملكيتها، في حين يشمل أيضًا إخلاء المسؤولية في عمليات البث والمواد المنشورة ووسائل التواصل الاجتماعي التي تُعرِّف نفسها بأنها عملاء أجانب مسجلين.
بعد التسجيل بموجب القانون، تم استدعاء المدير العام لسي جي تي إن أميركا ما جينغ وعشرات من الموظفين الآخرين إلى بكين.

## روابط خارجية
- الموقع الرسمي